# سیارک ۱۳۳۵۲
سیارک ۱۳۳۵۲ (به انگلیسی: 13352 Gyssens، نامگذاری:1998SZ163) سیزده هزار و سیصد و پنجاه و دومین سیارک کشف شده‌است که در ۱۸ سپتامبر ۱۹۹۸ کشف شد.
قدر مطلق سیارک برابر ۳۰٫۹ است.